# Thiruparankundram
Thiruparankundram (o Tirupparangunram, Tirupparankunram, Thirupparankundram, Thiruparangundram, Tiruparankundram) è una suddivisione dell'India, classificata come town panchayat, di 39.009 abitanti, situata nel distretto di Madurai, nello stato federato del Tamil Nadu. In base al numero di abitanti la città rientra nella classe III (da 20.000 a 49.999 persone).

## Geografia fisica
La città è situata a 9° 52' 0 N e 78° 4' 0 E e ha un'altitudine di 136 m s.l.m..

## Società

### Evoluzione demografica
Al censimento del 2001 la popolazione di Thiruparankundram assommava a 39.009 persone, delle quali 19.615 maschi e 19.394 femmine. I bambini di età inferiore o uguale ai sei anni assommavano a 4.319, dei quali 2.134 maschi e 2.185 femmine. Infine, coloro che erano in grado di saper almeno leggere e scrivere erano 29.590, dei quali 15.956 maschi e 13.634 femmine.